# Saint-Germain-l’Aiguiller

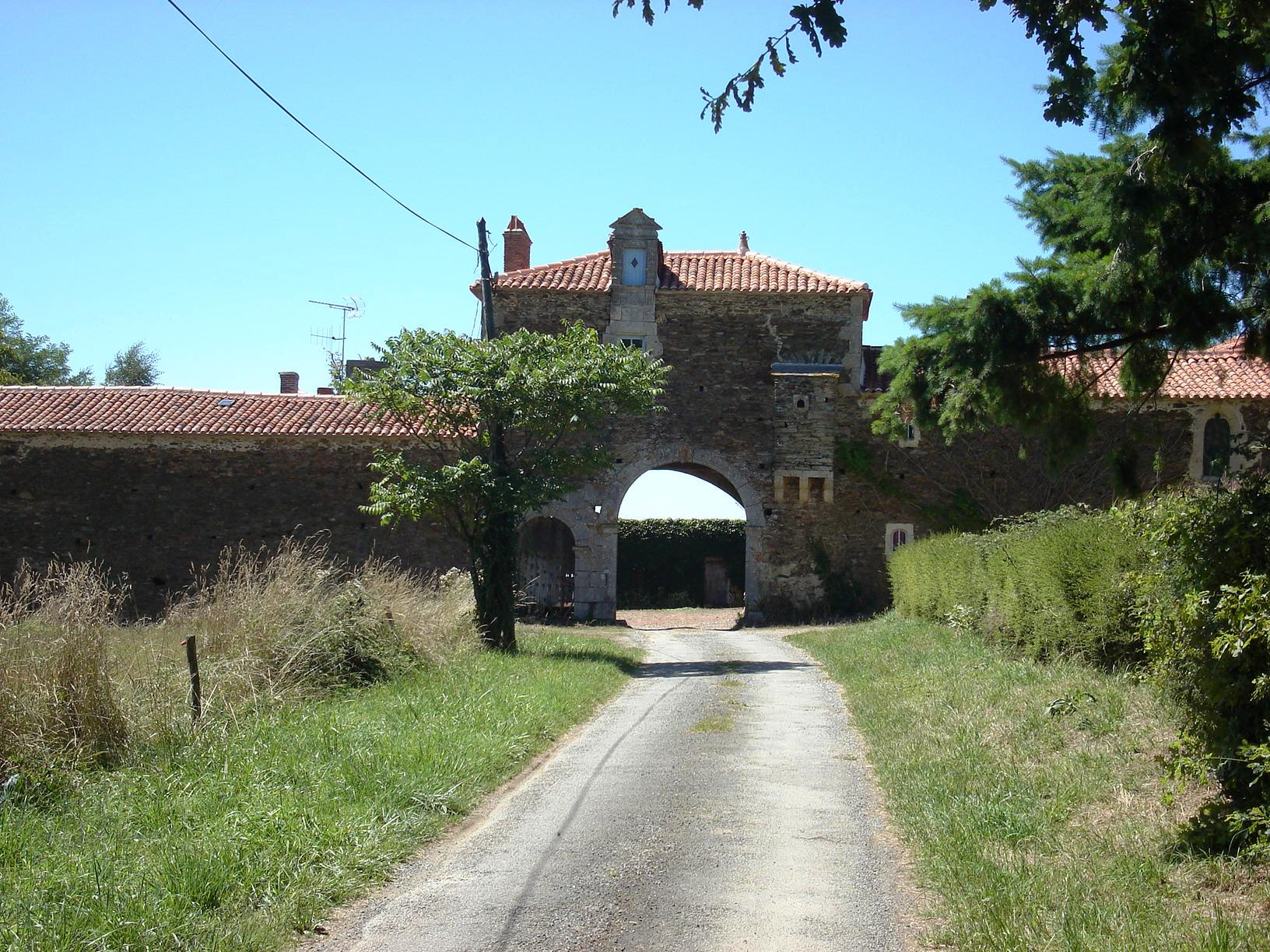
Manoir du Vigneau

Saint-Germain-l’Aiguiller ist eine ehemalige französische Gemeinde mit zuletzt 452 Einwohnern (Stand: 1. Januar 2013) im Département Vendée in der Region Pays de la Loire. Sie gehörte zum Arrondissement Fontenay-le-Comte und zum Kanton La Châtaigneraie. Die Einwohner werden Germinois genannt.
Mit Wirkung vom 1. Januar 2016 wurden die Gemeinden Saint-Germain-l’Aiguiller und Mouilleron-en-Pareds zu einer Commune nouvelle mit dem Namen Mouilleron-Saint-Germain zusammengelegt.

## Bevölkerungsentwicklung
| Jahr                      | 1962 | 1968 | 1975 | 1982 | 1990 | 1999 | 2006 | 2013 |
| Einwohner                 | 284  | 272  | 271  | 267  | 316  | 309  | 339  | 452  |
| Quelle: Cassini und INSEE |      |      |      |      |      |      |      |      |

## Sehenswürdigkeiten
- Kirche Saint-Hilaire
- Herrenhaus von Le Vigneau aus dem 17. Jahrhundert
- Herrenhaus von Beauregard
- Domäne Saint-Sauveur